# Canotia

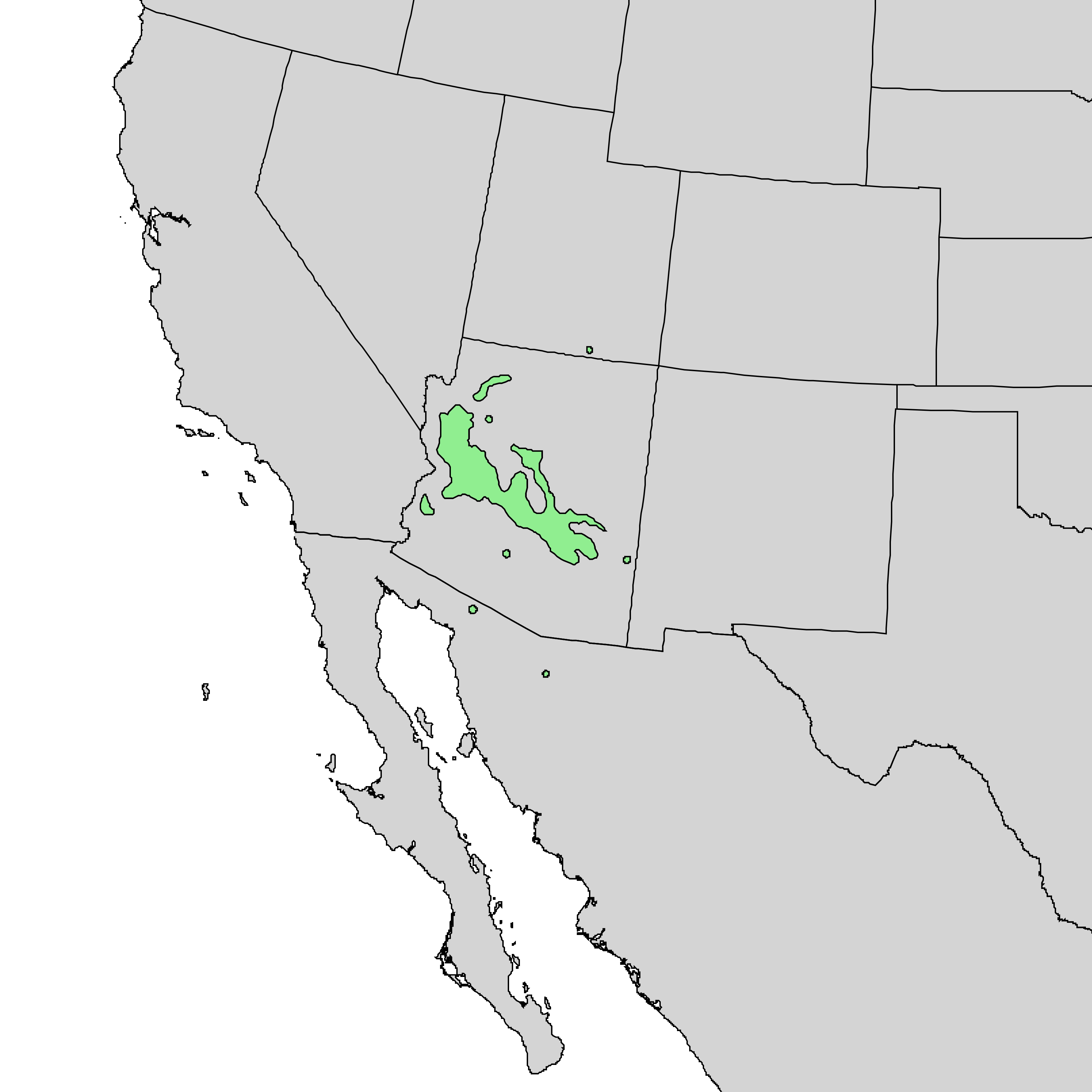
Zasięg występowania

Canotia Torr. – rodzaj roślin należący do rodziny dławiszowatych (Celastraceae R. Br.). Obejmuje co najmniej 10 gatunków występujących naturalnie w Meksyku i południowo-zachodniej części Stanów Zjednoczonych.

## Morfologia
PokrójDrzewo lub krzew o nagich pędach z ciemnymi gruczołami.
LiścieNaprzemianległe, zredukowane do łusek.
KwiatyObupłciowe.
OwocePodłużne torebki.

## Biologia i ekologia
Rośnie na pustyniach.

## Systematyka
Pozycja i podział według APWeb (2001...)
Rodzaj należący do rodziny dławiszowatych (Celastraceae R. Br.), rzędu dławiszowców (Celestrales Baskerville), należącego do kladu różowych w obrębie okrytonasiennych.
Wykaz gatunków
- Canotia holacantha Torr.
- Canotia wendtii M.C.Johnst.